# 46 a.C.
O ano 46 a.C. (antes de Cristo) foi o último ano do calendário romano pré-juliano, começando na terça-feira ou na quarta-feira. Na época, era conhecido como o "Ano do Consulado de César e Lépido" (ou, menos frequentemente, como o ano 708 ab urbe condita). A denominação (a.C.) para este ano, é usada desde o início do período medieval, quando o Anno Domini ("Ano do Senhor") tornou-se o método predominantemente usado na Europa para medir os anos antes da Era Comum.
46 a.C. marca a mudança do calendário romano para o calendário juliano. Os romanos precisavam adicionar periodicamente um mês bissexto a cada poucos anos para manter o ano civil em sincronia com o ano solar, mas esqueceram-se de fazê-lo algumas vezes devido o caos das guerras civis da república tardia. Júlio César acrescentou dois meses bissextos extras para recalibrar o calendário em preparação para o seu novo sistema, que entrou em vigor em 45 a.C., culminando no término do ano em uma quinta-feira  Este ano, portanto, teve 445 dias, e foi apelidado de annus confusionis ("ano da confusão").

## Eventos
- Júlio César, pela terceira vez, e o futuro triúnviro Lépido, cônsules romanos.
- Quarto ano da Guerra Civil de César, entre os cesarianos de Júlio César e os pompeianos de Pompeu:
  - Em janeiro, na Batalha de Ruspina, o general pompeiano Tito Labieno, com o apoio de Marco Petreio e Cneu Calpúrnio Pisão, conseguem deter o avanço de César no norte da África.
  - Em 6 de abril, César enfrenta e derrota as forças pompeianas e do Reino da Numídia no norte da África na Batalha de Tapso. Catão Uticense, Marco Petreio, Juba I e Metelo Cipião se suicidam depois da derrota.
  - Depois de Tapso, Metelo Cipião foi derrotado pelo mercenário Públio Sítio Nocerino na batalha naval de Hipona. Mas conseguiram escapar o general Tito Labieno, o procônsul da África Públio Ácio Varo e os irmãos Sexto e Cneu, filhos de Pompeu, seguiram para a Hispânia.
  - Na costa da Hispânia, Caio Dídio enfrentou a frota pompeiana de Públio Ácio Varo na Batalha de Carteia, perto do estreito de Gibraltar. A batalha terminou de forma inconclusiva, com os cesarianos se retirando para Gades e os pompeianos, para Carteia.
  - Na Síria romana, o equestre Quinto Cecílio Basso se revolta e assassina o governador Sexto Júlio César. Com a ajuda de partos, árabes e gálatas, Basso derrota Quinto Cornifício e o novo governador Caio Antíscio Veto.

## Mortes
- Catão de Útica, por suicídio, depois da Batalha de Tapso
- Vercingetórix, líder Gaulês.